# کریستین چیمینو
کریستین چیمینو (انگلیسی: Christian Chimino؛ زادهٔ ۹ فوریهٔ ۱۹۸۸) بازیکن فوتبال اهل آرژانتین است.
از باشگاه‌هایی که در آن بازی کرده‌است می‌توان به باشگاه فوتبال آرسنال ساراندی اشاره کرد.